# 佐山哲郎
佐山哲郎（1948年—）為日本東京都出身的漫畫劇情作家、俳句家。

## 簡介
青年時期就讀東京都立大學的人文學系，在未就學完畢退學後開始擔任多家雜誌社的編輯、以及漫畫劇本的編寫作家。
1980年與少女漫畫家高橋千鶴合著作品《來自紅花坂》，之後在2011年被吉卜力工作室改編為同名動畫。
現今在東京都台東區根岸的西念寺擔任住持，並為俳句愛好者所創辦的同人俳句雜誌《月天》的代表發言人。

## 作品

### 漫畫劇本
- 《狼蛛之吻》：1976年發行；由高階良子作畫。
- 《來自紅花坂》：1980年發行；由高橋千鶴作畫。
- 《法然上人傳 普及漫畫版》：1995年發行；由川本作畫。

### 俳句集
- ：2003年
- 《娑婆娑婆》：2011年

### 其它
- 《歌唱的故鄉 童謠的國度》：2008年
- 《沒有童謠歌唱的日子》：2011年